# Mitsubishi F-1
Міцубісі F-1 (яп. F-1 支援 戦 闘 机, Ефу-ван сіен сенто: ки, Допоміжний винищувач F-1, англ. Mitsubishi F-1) — японський винищувач-бомбардувальник, розроблений компанією Mitsubishi Heavy Industries (англ. Mitsubishi Heavy Industries) на базі навчально-тренувального літака Міцубісі T-2 для Повітряних сил самооборони Японії. Перший розроблений в Японії після Другої світової війни бойовий літак. 
Розробка літака почалася у 1972 році. У 1973 році зі складальної лінії зняли два навчально-тренувальних T-2 для переобладнання за програмою створення винищувача. Спочатку вони отримали найменуванняT-2 (FS ), потім були перейменовані в FS-T2 Kai, де? Kai? ? скорочення від ? вдосконалений? (яп. 改善, кайдзен). Прототип зробив перший політ 3 червня 1975 року. Перший серійний F-1 здійснив перший політ 16 червня 1977. Постачання винищувачів тривали з вересня 1977 по березень 1987 року. Планувалося побудувати 160 літаків, проте всього було побудовано тільки 77 серійних літаків. F-1 був знятий з озброєння Повітряних сил самооборони Японії в 2006 році . 

## Тактико-технічні характеристики
Наведені характеристики відповідають модифікації F-1. 
Основні характеристики
- Довжина:
- Висота:
- Розмах крила:

Льотні характеристики